# Барбадос на Светском првенству у атлетици у дворани 1987.
Барбадос је учествовао на 1. Светском првенству у атлетици у дворани одржаном у Индијанаполису од 6. до 8. марта 1987. године други пут. Репрезентацију Барбадоса представљао је један такмичар који се такмичио у трци на 400 метара.
На овом првенству такмичар Барбадоса није освојио ниједну медаљу али је оборио лични рекорд.

## Учесници
Мушкарци:
- Елвис Форде — 400 м

## Резултати

### Мушкарци
| Атлетичар   | Дисциплина | Лични рекорд | Квалификације | Квалификације | Полуфинале | Полуфинале | Финале               | Финале  | Детаљи |
| Атлетичар   | Дисциплина | Лични рекорд | Резултат      | Место         | Резултат   | Место      | Резултат             | Место   | Детаљи |
| ----------- | ---------- | ------------ | ------------- | ------------- | ---------- | ---------- | -------------------- | ------- | ------ |
| Елвис Форде | 400 м      | 46,34 НР     | 47,49 КВ      | 2. у гр. 4    | 47,42      | 6. у гр. 2 | Није се квалификовао | 12 / 21 |        |